# 夏日風暴！
《夏日風暴！》是日本漫畫家小林尽的漫畫作品。從2006年至2010年在《月刊GANGAN WING》上連載。同名改編電視動畫於2009年4月5日至6月28日播放，其後於2009年10月4日至12月27日播出第2季，命名為《夏日風暴！〜春夏冬中〜》。

## 故事简介
利用暑期時間住在鄉下祖父家中的八坂一，有天在一家咖啡館遇到女服務員嵐山小夜子並一見鍾情。嵐似乎擁有某種超能力，在嵐的手触到八坂一的一瞬間，2人之間就像發生了電击一般相通。嵐驚喜之下拉着一向外奔，到了後山時八坂一發現展現在眼前的風景並非是現代的日本……。

## 登場人物
嵐山小夜子（配音：白石涼子）
通称為嵐（あらし），本作的女主角。留着公主式黑色長髮的古風美少女，在咖啡館「方舟」裡工作。有時外出會使用滑板滑行。
實際上是來自60年前的女子高等學校學生，在一次空襲（原作漫畫為橫濱大空襲）中成為擁有時間旅行能力的幽靈，只在夏天出沒。
從那時起容貌就没有轉變過，連她自己都不明白是怎麽回事，所以她決心和與其相通的八坂一回到60年前尋找事情的真相。
小時候的初戀對象正是八坂一，後來看到當時留下來的眼鏡與想起八坂是初戀對象後，變的偶爾會跟他拌嘴。

八坂一（配音：三瓶由布子）
本作的主角。戴着眼鏡的13歳少年。暑期借宿在祖父家中，他的不平凡遭遇從遇到嵐的那一刻開始，之後擔任「方舟」的服務員。
十分愛嵐，會向其他疑似競爭對手發動攻勢。
熱衷科學，除了時間旅行的事外，相信一切都可以用科學理論完全解釋，亦有創造炸彈的能力。
漫畫最終回決定獨自騎自行車回廣島老家。

上賀茂潤（配音：小見川千明）
在八坂一初次到「方舟」時碰巧坐在他的一旁，後來和八坂一兩人都做了「方舟」的服務員並且成為關係特別的朋友。
性別為女生，職業是模特兒，卻因行為舉止而被人誤為男生，而卡亞和嵐先後知清這個事實。
原先比較沒有因為是女孩子的身分而在意與八坂一的互動。但隨著故事進行，由於八坂一的關係漸漸意識到自己身為女孩子的事，而開始在意與八坂一的互動。
演技高超，在出演大學生自製的電影時獲得大家的讚賞。
漫畫最終回以女孩子的身分出現在小一面前。

卡亞・伯格曼（配音：名塚佳織）
嵐60年前的朋友，銀髮藍眼，是從德國來的留學生。因空襲而和嵐分離，亦化成擁有時間旅行能力的幽靈。
在現代和嵐在方舟中再度相會。能與其相通的是上賀茂潤（僅對女性相通）。
喜歡方舟的第一代店長—丸山。
學習日本文化，擅長日本舞踊、茶道和插花，如同大和撫子。
Master／沙也加（配音：生天目仁美）
咖啡廳「方舟」的老闆娘，自稱20多歲。真實正職是欺詐師，為了達到目標和獲取勝利可以不擇手段，是一位拜金主義者。渴望有男性朋友。
所有人裡面最不理解時間穿越理論的人。
伏見彌生（配音：野中藍）
嵐60年前的學妹，曾和嵐一同進行文藝表演。在空襲中成為幽靈，與加奈子一起度過60年的夏天。體質曾變得極度虛弱，後來因與八坂一的時間旅行而重拾自信。
能與其相通的對象很多，可以跟八坂一和沙也加穿越，但最合其意願的是小狗約瑟芬。
山崎加奈子（配音：堀江由衣）
矢夜的朋友。身材很好。在空襲中成為幽靈，與矢夜一起度過60年的夏天。曾為了存活下去而攻擊嵐，後來在伏見康復和勸介下變得溫馴。
能與其相通的是村田英雄，並因此僱用他為家庭傭工。
因長期與伏見在一起的關係而日久生情，對伏見有著超越朋友的愛情。
黒鏡男／村田英雄（配音：安元洋貴、熊井統子（童年））
生活潦倒的私家偵探。嵐曾在60年救了他的父親和祖父。曾被加奈子委託調查嵐，事件解決後被僱用為家庭傭工。
經常顯出男人的熱血，卻常被女角們和八坂一玩弄於股掌之中。
山代武士（配音：杉田智和）
在著名電器公司工作的年輕人，幼時曾被小夜子所救，青年時期也曾碰過伏見。
有為的青年，被眾人視之為完美的治癒系代表。飼養小狗約瑟芬。
丸山（配音：竹若拓磨）
「方舟」60年前的老闆，年輕時戴圓形眼鏡，有經常帶著笑容和總是對人友善的臉。
於菲律賓的戰役中受到腿傷而暫時回國休養。在「方舟」咖啡廳因原物料不足暫停營業，於身為鄰組領頭的期間遇到卡亞，其長相為卡亞所仰慕。後來成為山代的大學教授。
嵐山麟太郎（配音：小山力也）
嵐的兄長。身分為大日本帝國海軍中尉，打架百段。
在1940年當時年紀約26歲，與嵐相差13歲。認識當時年輕的丸山，當認識的朋友遇上打架中發生不利的情況時總是出手相助。漫畫中有提到最後在1945年的海戰中跟著大和號戰艦一起沉入海底。
上賀茂京子（配音：根谷美智子）
潤的姐姐。動畫第二季正式登場。

### 動畫原創人物
鹽谷（配音：杉田智和）
坐在「方舟」裡面的家庭式包廂，穿著風衣與圓盤帽的男子。在有出現的片段時都會一直舉手說道：「那個，請給我鹽巴。」但是都未能如願（有時端到他面前的是砂糖）。
既使是公休日也會照樣來到門口前等待。
第二季完結篇中，當鹽巴終於端上來時高興得落下眼淚。
穴守好實（配音：小林優）
因為一時想不出女主角的姿勢要如何畫、以及被快要到截稿時間的壓力所逼，而來到「方舟」找靈感的職業漫畫家。
最後表示其另一個身分為坐在鹽谷旁邊的一名穿著日本帝國軍服、自言自語的老兵。
梅屋敷（配音：小清水亞美）
某漫畫出版社的編輯長。為了追討穴守的漫畫原稿而朝向穴守所在的「方舟」過來。

## 用語
時間旅行
嵐她們使用的能力。可以和特定的人物或動物相通，當與相通的對象牽手時能夠來往於現在和過去。
大倉山高等女學校
戰時嵐就讀的學校。與現在的高校不同，那時只有富人家的子女才可以入學。當時在學校附近受到空襲，學校奇蹟地安然無恙。雖然學校已被廢棄，學校的建築在戰後仍保留了下來。

## 漫畫
| 卷數 | 史克威爾艾尼克斯 | 史克威爾艾尼克斯       | 東立出版社    | 東立出版社             |
| 卷數 | 初版發售日期     | ISBN                   | 初版發售日期  | ISBN                   |
| ---- | ---------------- | ---------------------- | ------------- | ---------------------- |
| 1    | 2007年3月27日    | ISBN 978-4-7575-1960-2 | 2009年1月12日 | ISBN 978-986-10-2906-1 |
| 2    | 2007年9月14日    | ISBN 978-4-7575-2117-9 | 2009年2月24日 | ISBN 978-986-10-2907-8 |
| 3    | 2008年3月22日    | ISBN 978-4-7575-2245-9 | 2009年3月13日 | ISBN 978-986-10-2908-5 |
| 4    | 2008年11月27日   | ISBN 978-4-7575-2436-1 | 2009年3月26日 | ISBN 978-986-10-2909-2 |
| 5    | 2009年3月27日    | ISBN 978-4-7575-2521-4 | 2009年6月19日 | ISBN 978-986-10-3521-5 |
| 6    | 2009年9月18日    | ISBN 978-4-7575-2682-2 | 2010年1月6日  | ISBN 978-986-10-4458-3 |
| 7    | 2010年3月20日    | ISBN 978-4-7575-2824-6 | 2010年7月8日  | ISBN 978-986-10-5497-1 |
| 8    | 2010年11月22日   | ISBN 978-4-7575-3068-3 | 2011年5月25日 | ISBN 978-986-10-6821-3 |

## 動畫

### 製作人員
- 企劃：田口浩司、森山敦
- 原作：小林尽
- 監督：新房昭之
- 系列導演：大沼心（第1季、第2季第1-7集）→石倉賢一（第2季第8-13集）
- 系列構成：高山克彥
- 人物設定、總作画監督：大田和寬
- 總作画監督：伊藤良明
- 美術監督：東厚司
- 色彩設計：日比野仁
- 攝影監督：内村祥平
- 音響監督：鶴岡陽太
- 音樂：ken sato
- 動畫制作：SHAFT
- 製作：夏日風暴！製作委員会

### 主題曲
每集主題曲畫面和歌詞均有所變動。
夏日風暴！
- 片頭曲「（只為我付出一切）」（第1-13話）

作詞：aCKy，作曲：Sinner，編曲：Sinner&，歌：面影ラッキーホール feat. 後藤まりこ（Midori）
- 片尾曲「（閃耀發光的二人）」（第1-5、7-10、12-13話）

作詞：松井五郎，作曲：岡田實音，編曲：西川進，歌：白石涼子
- 片尾曲「（超棒夏天的體驗）」（第6話）

作詞：千家和也，作曲：都倉俊一，編曲：山本英武，歌：嵐山小夜子（白石涼子）
- 片尾曲「（喝彩）」（第11話）

作詞：吉田旺，作曲：中村泰士，編曲：山本英武，歌：加奈子（堀江由衣）
夏日風暴！〜春夏冬中〜
- 片頭曲「（晚安悖論）」（第1話-13話）

作詞、作曲、編曲：近田春夫，歌：
- 片尾曲「（少女的順序）」（第1-9、11-13話）

作詞：村野直球，作曲：岡田實音，編曲：祖堅正慶，歌：嵐山小夜子（白石涼子）、卡亞（名塚佳織）、矢夜（野中藍）、加奈子（堀江由衣）
- 片尾曲「（超棒夏天的體驗）」（第10話）

作詞：千家和也，作曲：都倉俊一，編曲：山本英武；歌：嵐山小夜子（白石涼子）

### 各集標題
| 話数                   | 日文標題   | 中文標題                          | 脚本       | 分鏡       | 演出                     | 作畫監督                                            | 矢夜書籍介紹                 | ENDCARD插畫 |
| 夏日風暴！             | 夏日風暴！ | 夏日風暴！                        | 夏日風暴！ | 夏日風暴！ | 夏日風暴！               | 夏日風暴！                                          | 夏日風暴！                   | 夏日風暴！  |
| ---------------------- | ---------- | --------------------------------- | ---------- | ---------- | ------------------------ | --------------------------------------------------- | ---------------------------- | ----------- |
| 1                      |            | 回放Part2                         | 高山克彥   | 島津裕行   | 大沼心                   | 潮月一也                                            |                              |             |
| 2                      |            | 少女A                             | 高山克彥   | 宮崎修治   | 大沼心                   | 岩崎泰介                                            | 多啦A夢                      |             |
| 3                      |            | 想要守護                          | 高山克彥   | 森義博     | 森義博                   | 中山初繪                                            |                              |             |
| 4                      |            | 有好多回憶                        | 高山克彥   | 石倉賢一   | 石倉賢一                 | 梶浦紳一郎 田中穣 高野晃久                          | 北斗神拳                     |             |
| 5                      |            | 秘密的花園                        | 高山克彥   | 宮崎修治   | 宮崎修治                 | 牛島希                                              | 足球小將 浪客劍心 聖鬥士星矢 |             |
| 6                      |            | 墜入戀情                          |            | 飯村正之   | 飯村正之                 | 小島彰 潮月一也                                     |                              |             |
| 7                      |            | 別人的關係                        | 島津裕行   | 大沼心     | 伊藤良明 大森英敏        | 烏龍少爺                                            |                              |             |
| 8                      |            | 隨你的便吧                        | 高山克彥   | 石倉賢一   | 石倉賢一                 | 岩崎泰介 大森英敏 伊藤良明 牛島希 實原登            | IQ博士 筋肉人                |             |
| 9                      |            | HERO （成為英雄的時刻，就是現在） | 高山克彥   | 宮崎修治   | 大沼心                   | 中山初繪                                            | 絕望先生                     |             |
| 10                     |            | 異邦人                            |            | 森義博     | 岩本保雄                 | 山縣亞紀                                            | 高校奇面组                   |             |
| 11                     |            | 世界因這兩人而存在                | 森義博     | 森義博     | 相坂直樹 大森英敏        | 玻璃面具                                            |                              |             |
| 12                     |            | 漂流在時間長河之中                | 高山克彥   | 中澤勇一   | 飯村正之                 | 潮月一也 梶浦紳一郎                                 | 奇天烈百科全書 夏日風暴！    |             |
| 13                     |            | 回放Part1                         | 高山克彥   | 大沼心     | 大沼心                   | 岩崎泰介 潮月一也 高野晃久 中山初繪 伊藤良明 實原登 | 罪與罰                       | 小林盡      |
| 夏日風暴！〜春夏冬中〜 |            |                                   |            |            |                          |                                                     |                              |             |
| 1                      |            | 暑假                              | 高山克彥   | 大沼心     | 大沼心                   | 大田和寬                                            | 魔神Z                        | 武内崇      |
| 2                      |            | Gal and Do                        | 高山克彥   | 中澤勇一   | 石倉賢一                 | 中澤勇一                                            | 甜心戰士                     |             |
| 3                      |            | 穿越時空的少女                    | 高山克彥   | 森義博     | 森義博                   | 梶浦紳一郎                                          | 鲁邦三世                     | 岸田梅爾    |
| 4                      |            | 藍色的雨                          |            | 岩本保雄   | 岩本保雄                 | 山縣亞紀                                            | 美少女戰士                   | 冬目景      |
| 5                      |            | 浪漫無止境                        | 高村彰     | 遠藤晉     | 原田峰文                 | 魔法小天使                                          | 勇人                         |             |
| 6                      |            | 刻骨銘心的童謠                    | 飯村正之   | 森義博     | 潮月一也 高野晃久        | 秘密戰隊五連者 妙手小廚師                           |                              |             |
| 7                      |            | 穿越天城                          | 中澤勇一   | 龍輪直征   | 實原登 中澤勇一 松尾真彦 | 猿飛小忍者                                          | POP                          |             |
| 8                      |            | 電腦婆婆                          | 植竹須美男 | 石倉賢一   | 石倉賢一                 | 潮月一也 岩崎安利 杉山延寬                          | Q太郎                        | 有馬啟太郎  |
| 9                      |            | 寂寞的熱帶魚                      | 高山克彥   | 小俁真一   | 岩本保雄                 | 山縣亞紀                                            |                              |             |
| 10                     |            | 昭和藍調                          | 高山克彥   | 飯村正之   | 飯村正之                 | 鎌田均                                              |                              |             |
| 11                     |            | 高中催眠曲                        |            | 森義博     | 森義博                   | 實原登 松尾真彥                                     | 魔神英雄传                   | 遠藤海成    |
| 12                     |            | Radarman                          | 小林盡     | 小林盡     | 遠藤晉                   | 原田峰文                                            |                              |             |
| 13                     |            | 你們的奇異果、木瓜、芒果          | 高山克彥   | 龍輪直征   | 石倉賢一                 | 實原登 中澤勇一                                     | 夏日風暴！                   | 小林盡      |

### 播放电视台
日本深夜動畫：下文記載的日本国内播放時間使用日本標準時間（UTC+9）表示。因為部分時間标识會採用30小时制，因此請留意这类超过24:00的时间，其實際播放時間為翌日清晨。
| 播放地區               | 電視台       | 播放期間                      | 播放时间                   |
| 夏日風暴！             | 夏日風暴！   | 夏日風暴！                    | 夏日風暴！                 |
| ---------------------- | ------------ | ----------------------------- | -------------------------- |
| 關東廣域圈             | 東京電視台   | 2009年4月5日 - 6月28日        | 星期日 25時30分 - 26時00分 |
| 福岡縣                 | TVQ九州放送  | 2009年4月6日 - 6月29日        | 星期一 26時53分 - 27時23分 |
| 大阪府                 | 大阪電視台   | 2009年4月7日 - 6月30日        | 星期二 26時05分 - 26時35分 |
| 愛知縣                 | 愛知電視台   | 2009年4月8日 - 7月1日         | 星期三 25時28分 - 25時58分 |
| 岡山、香川縣           | 瀨戶內電視台 | 2009年4月9日 - 7月2日         | 星期四 25時58分 - 26時28分 |
| 北海道                 | 北海道電視台 | 2009年4月10日 - 7月3日        | 星期五 26時00分 - 26時30分 |
| 日本全國               | AT-X         | 2009年4月11日 - 7月4日        | 星期六 8時00分 - 8時30分   |
| 夏日風暴！〜春夏冬中〜 |              |                               |                            |
| 關東廣域圈             | 東京電視台   | 2009年10月4日 - 12月27日      | 星期日 25時30分 - 26時00分 |
| 福岡縣                 | TVQ九州放送  | 2009年10月5日 - 2010年1月4日  | 星期一 26時53分 - 27時23分 |
| 大阪府                 | 大阪電視台   | 2009年10月6日 - 2010年1月5日  | 星期二 26時05分 - 26時35分 |
| 愛知縣                 | 愛知電視台   | 2009年10月7日 - 12月28日      | 星期三 25時28分 - 25時58分 |
| 岡山、香川縣           | 瀨戶內電視台 | 2009年10月8日 - 2010年1月7日  | 星期四 25時58分 - 26時28分 |
| 北海道                 | 北海道電視台 | 2009年10月9日 - 2010年1月8日  | 星期五 26時00分 - 26時30分 |
| 日本全國               | AT-X         | 2009年10月10日 - 2010年1月2日 | 星期六 8時00分 - 8時30分   |

| 東京電視台 星期日25:30節目 | 東京電視台 星期日25:30節目 | 東京電視台 星期日25:30節目 |
| -------------------------- | -------------------------- | -------------------------- |
|                            | 夏日風暴！                 |                            |
| 南家三姊妹 歡迎回家        | 加奈日記                   |                            |
| 加奈日記                   | 夏日風暴！〜春夏冬中〜     | 花丸幼稚園                 |

## 外部連結
- 月刊GANGAN JOKER 漫畫官方網站[]（日語）
- StarChild:夏日風暴！動畫官方網站 （页面存档备份，存于）（日語）
- StarChild:夏日風暴！〜春夏冬中〜動畫官方網站 （页面存档备份，存于）（日語）
- 東京電視台 夏日風暴！動畫官方網站 （页面存档备份，存于）（日語）
- 東京電視台 夏日風暴！〜春夏冬中〜動畫官方網站 （页面存档备份，存于）（日語）